# Midnight Bottle
"Midnight Bottle" é o segundo single oficial no Brasil da cantora de pop/folk norte-americana Colbie Caillat de seu primeiro álbum Coco. Este single foi lançado somente no Brasil devido a música estar sendo executada na novela Três Irmãs da Rede Globo.